# Namban-Kunst

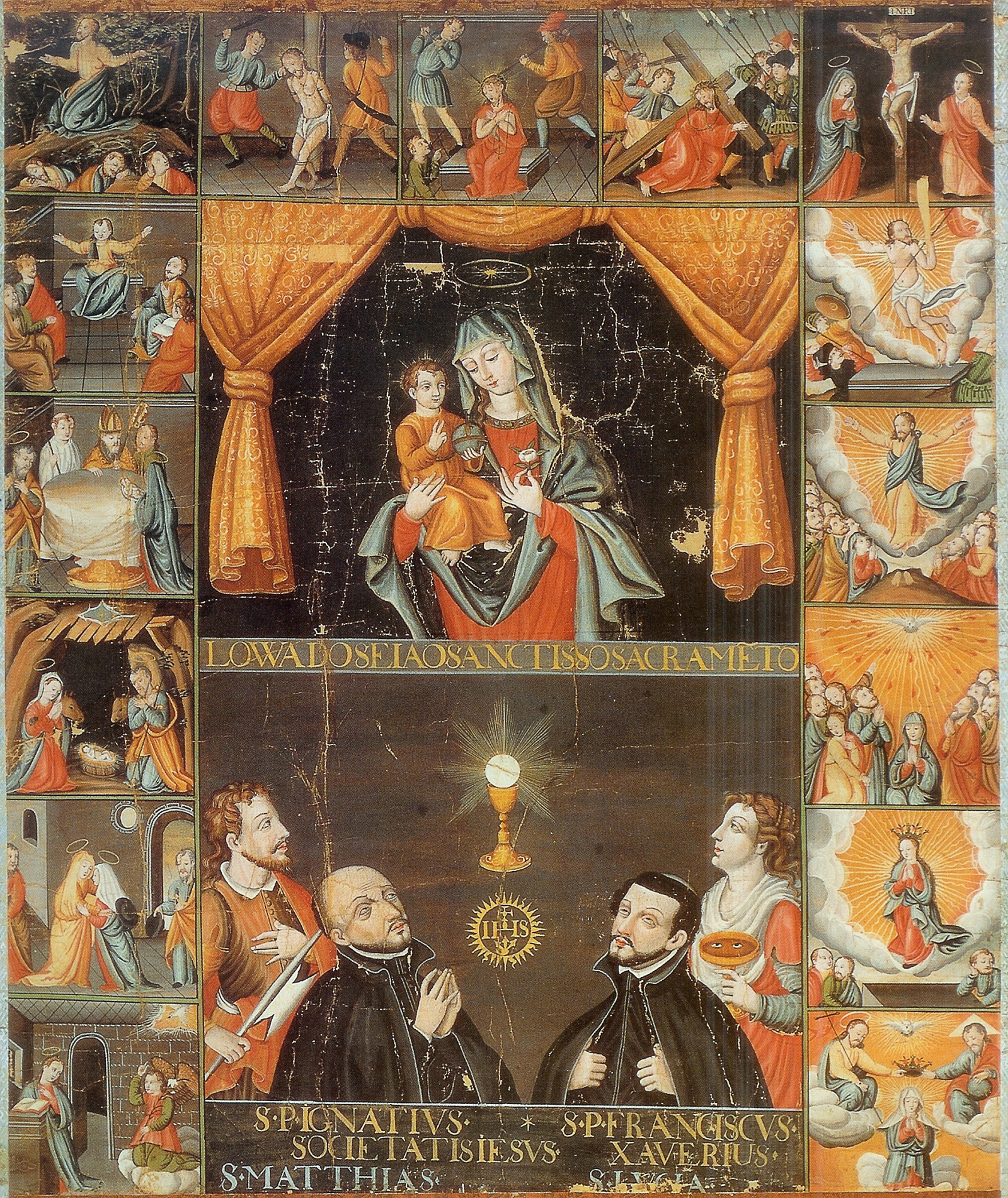
Rosenkranz-Mysterien (Ausschnitt)

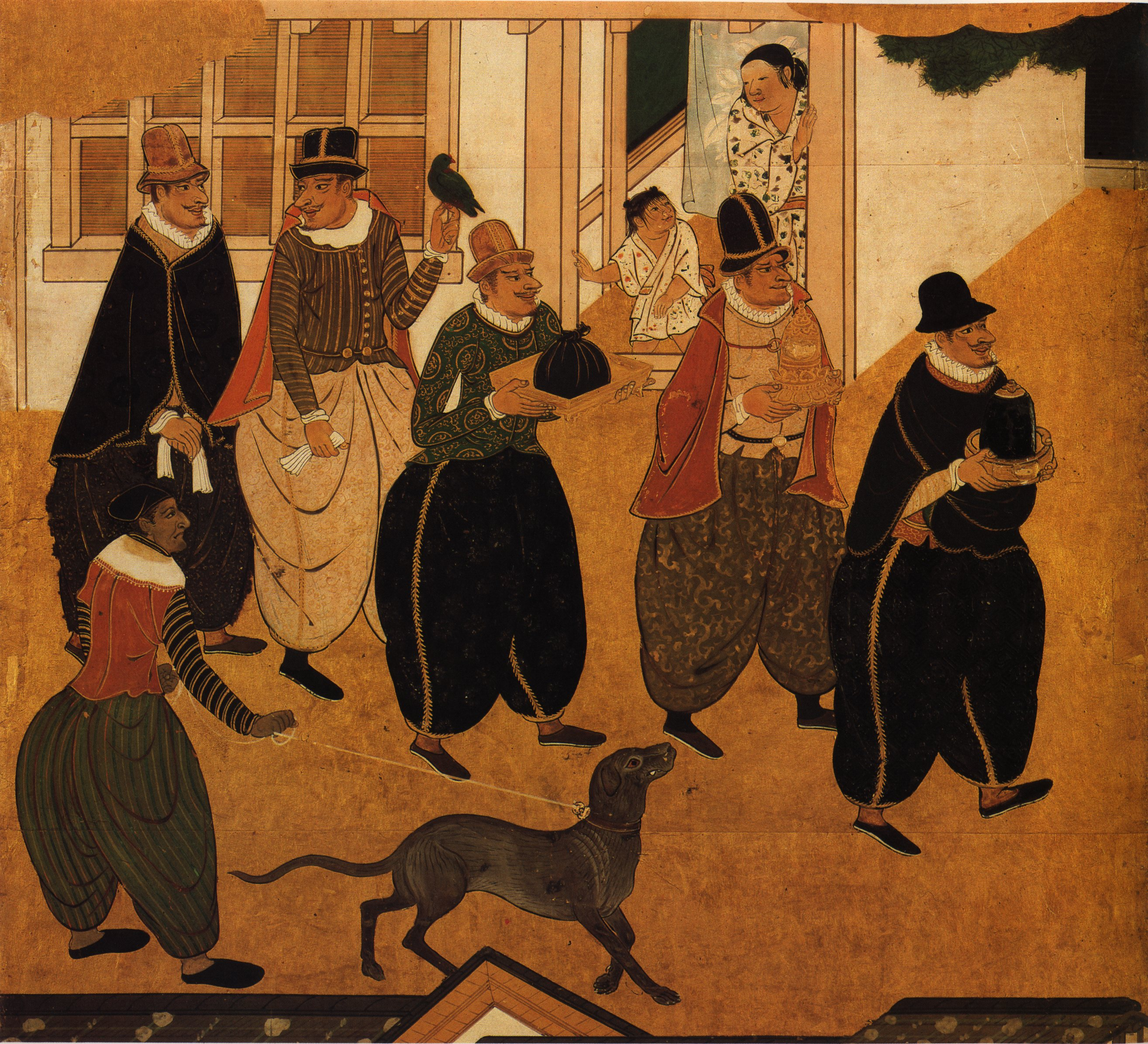
Namban byōbu von ca. 1593–1600, (Ausschnitt) Kanō Domi zugeschrieben

Namban-Kunst (japanisch 南蛮美術, Namban bijutsu) bezeichnet eine Kunstrichtung in Japan, die während der Epoche des Namban-Handels zwischen 1550 und 1640 unter dem Einfluss der portugiesischen Missionare existierte. Sie umfasst christliche und westlich-weltliche Themen sowie Bilder und Objekte, die die Portugiesen in Japan darstellen.

## Geschichte
Nachdem 1543 das erste portugiesische Schiff die japanische Insel Tanegashima erreicht hatte, folgte 1549 der Jesuit Francisco de Xavier, der in Kagoshima an Land ging und mit der Missionstätigkeit begann. 1569 empfing Oda Nobunaga den Missionar Luís Fróis, der sich von 1563 bis 1592 in Japan aufhielt. Die Jesuiten waren vor allem auf Kyūshū mit ihrer Missionstätigkeit erfolgreich, wo sie mit Unterstützung der dortigen Daimyō an verschiedenen Orten Seminare einrichten. Dort wurde nicht nur die Bibel gelehrt, sondern auch westliches Wissen vermittelt, darunter auch die westliche Kunst der Zeit. Von Giovanni Niccolò (1560–1626), der dort Malerei unterrichtete, ist ein bemerkenswertes Porträt von Oda Nobunaga überliefert.
Neben der Missionstätigkeit gedieh auch der Handel Portugals mit Japan. In der Regel besuchte ein Schiff vom Typ Nao pro Jahr das Land, wobei es erst nach einigen Monaten sich weiter auf den Heimweg machte. Im geringeren Umfang gelang es auch den Spaniern, mit Japan ins Geschäft zu kommen. 
Mit der Christenverfolgung ab Ende des 16. Jahrhunderts, die 1640 in der Landesabschließung Japans gipfelte, verschwand die westlich inspirierte Kunst aus der Öffentlichkeit. Eine Reihe von Werken haben aber im Verborgenen die Zeit bis zur Wiederzulassung des Christentums 1873 überdauert. Sie befinden sich heute meist in öffentlich zugänglichen Museen.

## Christliche Kunst
Die in Japan hergestellte Christliche Kunst umfasst: 
- Ritual-Objekte aus Metall, wie Glocken, Becher für das Abendmahl, Gegenstände aus Holz, wie tragbare Altäre, Buchstützen u. a. Typisch für Letztere ist die Ausführung mit Messing- und Perlmutteinlagen.
- Gemälde mit christlichem Inhalt. Einige wenige Bilder von Maria und Heiligen, zum Teil in Altären, sind erhalten. Sie befinden sich teilweise im schlechten Zustand.

### Beispiele

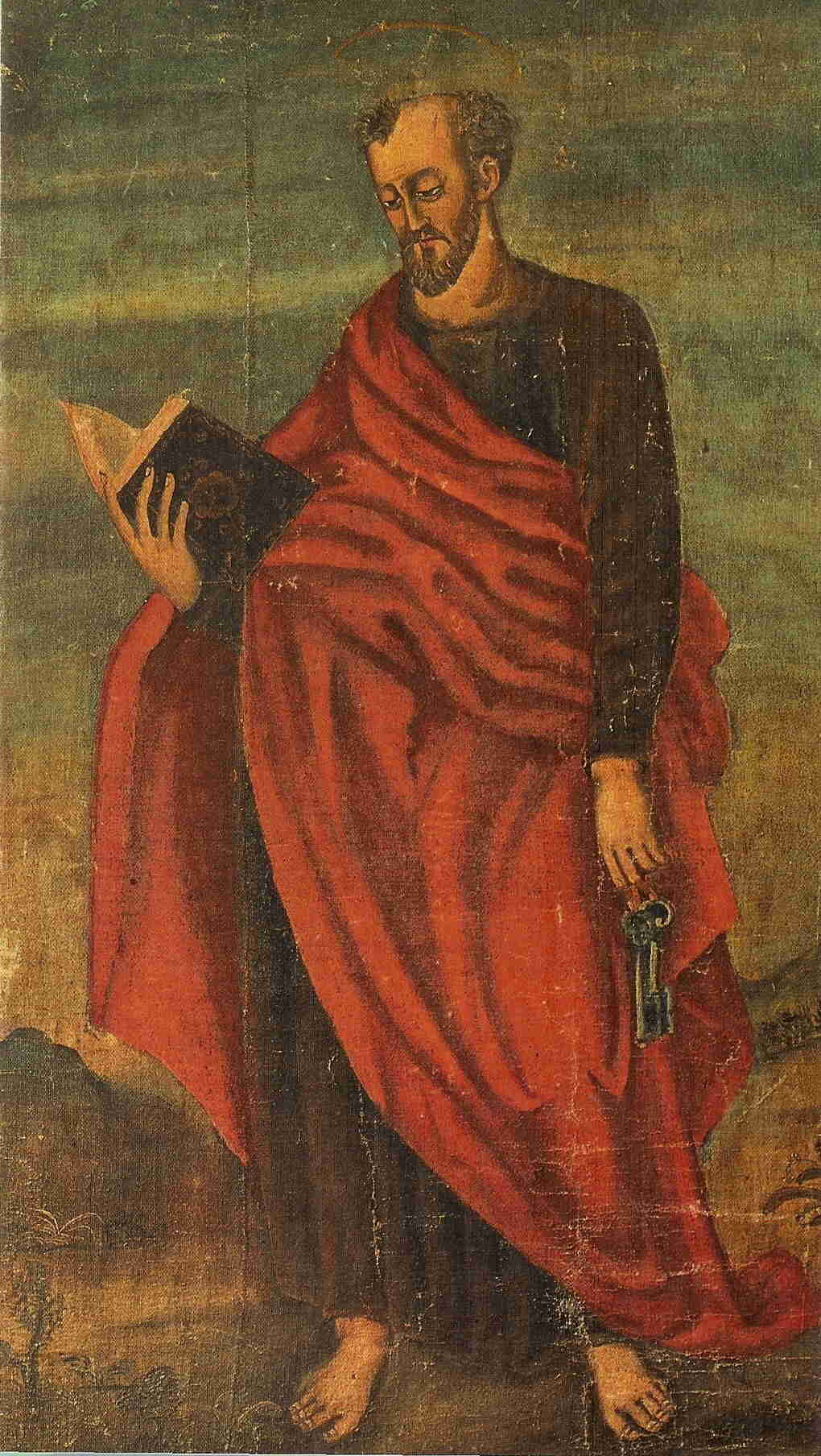
Petrus
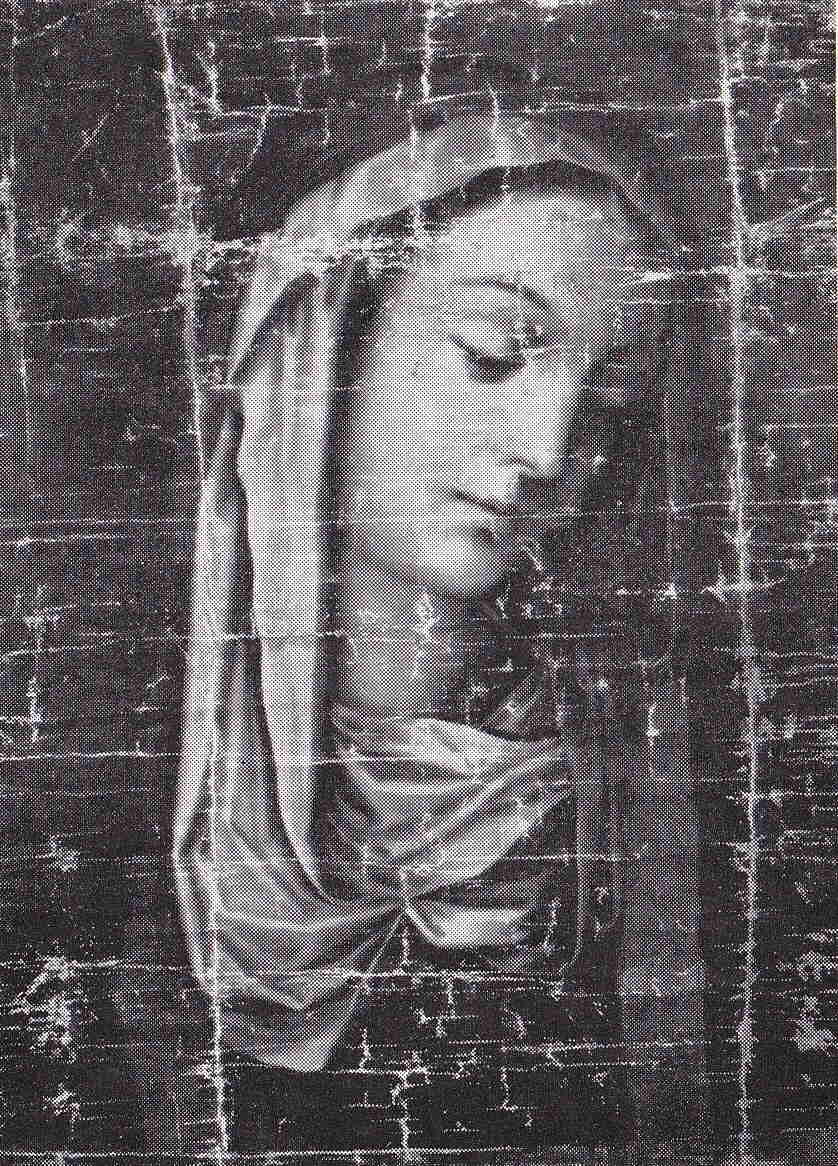
Maria
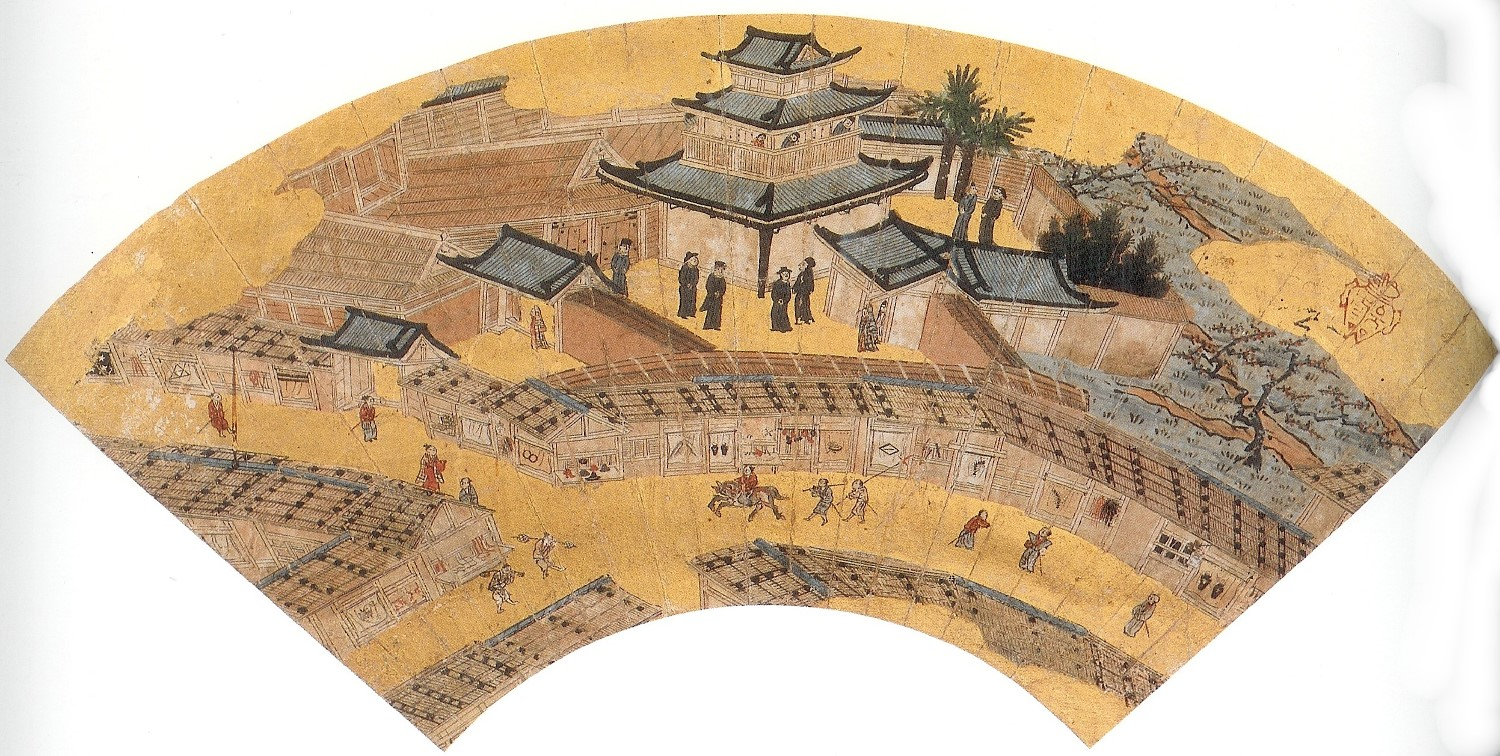
Christlicher Tempel
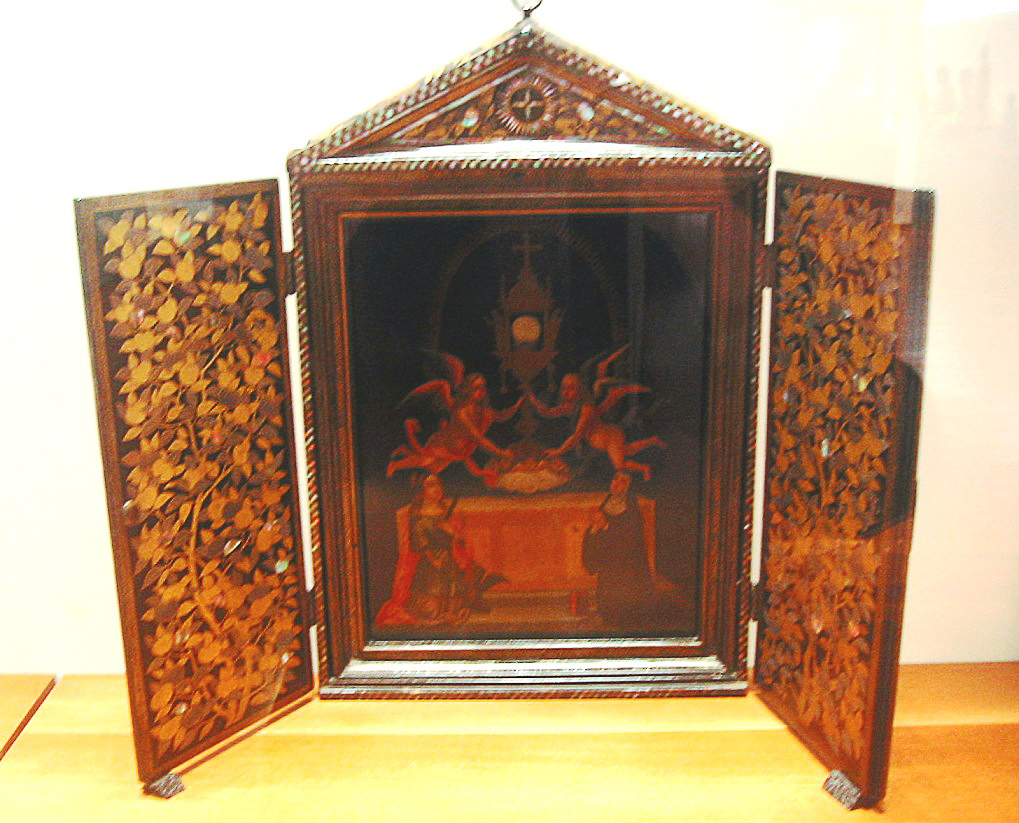
Japanischer Votiv-Altar
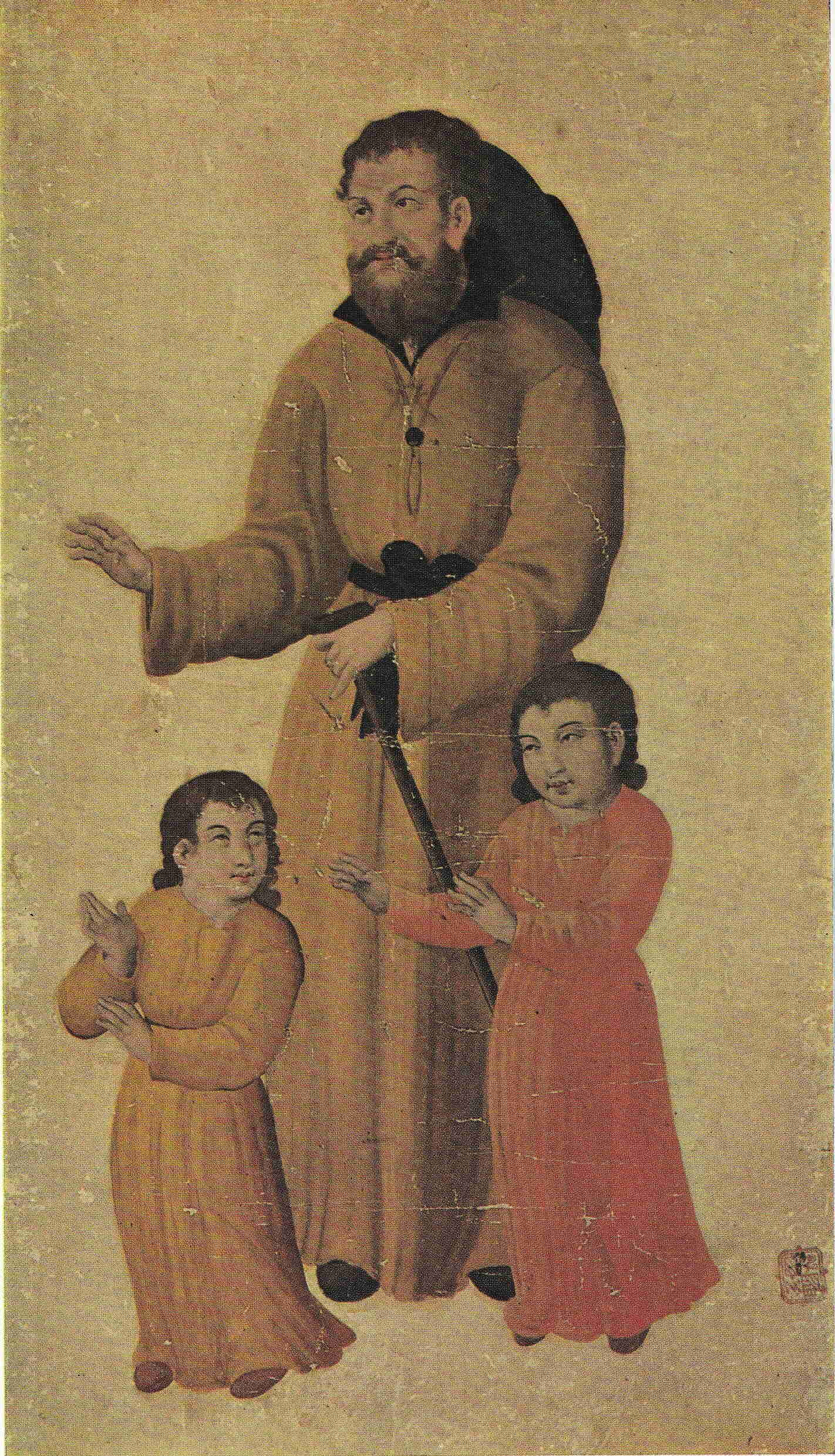
Priester mit Kindern

## Weltliche Kunst
Die weltliche Kunst mit westlichen Inhalten findet sich als Gemälde in Form von Stellschirmen – meist als Paar ausgeführt – 
- Westliche Landschaft in zwei Varianten (Das Paar je 1,20 m × 3 m.) 
  - Stellschirm-Paar „Landschaft mit sich vergügenden Europäern“ (洋人奏楽図屏風) MOA-Kunstmuseum
  - Stellschirm-Paar „Landschaft mit sich vergügenden Europäern“ (洋人奏楽図屏風) Eisei Bunko[Anm. 1]
- Ritterbilder in zwei Varianten
  - Stellschirm-Paar „Könige aus dem fernen Westen zu Pferd“ (泰西王候駒馬図屏風) Suntory-Kunstmuseum
  - Stellschirm-Paar „Könige aus dem fernen Westen zu Pferd“ (泰西王候駒馬図屏風) Kobe-Stadtmuseum
- Stellschirm-Paare mit der Welt auf einem und Japan auf dem zweiten Schirm. Auch das westliche Weltbild wurde in Stellschirm-Paaren eingefangen als Kombination einer Art Merkatorkarte und einer Karte von Japan auf dem zweiten Schirm. Die Weltkarten wurden gelegentlich kombiniert mit Darstellungen der verschiedenen Völker, repräsentiert durch Paare des entsprechenden Landes.[Anm. 2]
- Stellschirm-Paare mit Darstellung der Portugiesen. Das geschah meist auf Stellschirmen, die nach japanischer Art goldgrundiert waren. Abgebildet ist in prächtigen Farben auf einem Schirm das Schiff am Ufer, auf dem anderen eine Straßenszene mit Portugiesen und beobachtenden Japanern.

### Beispiele

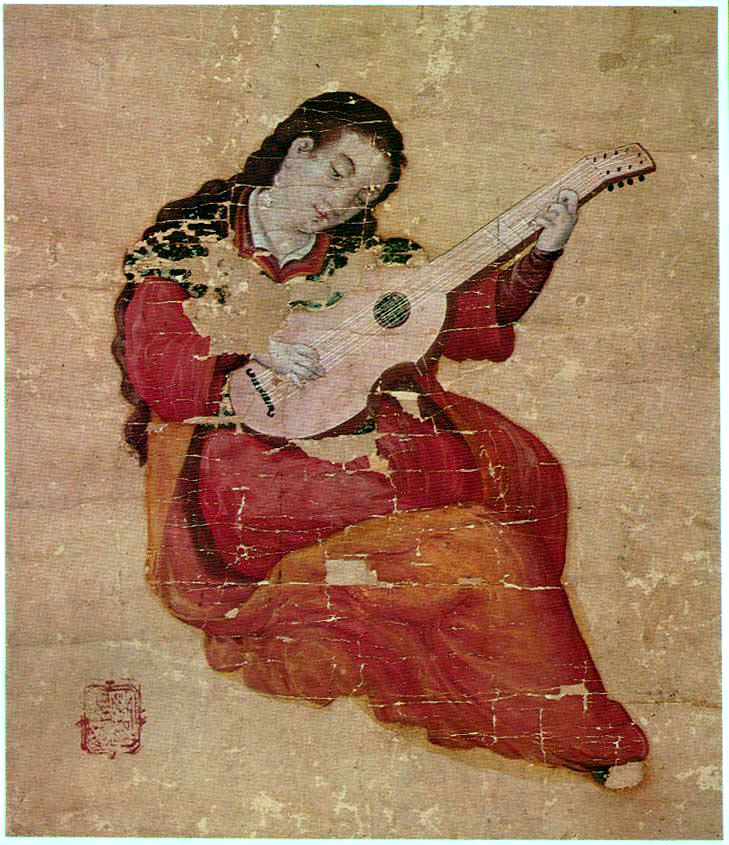
Lautenspielerin
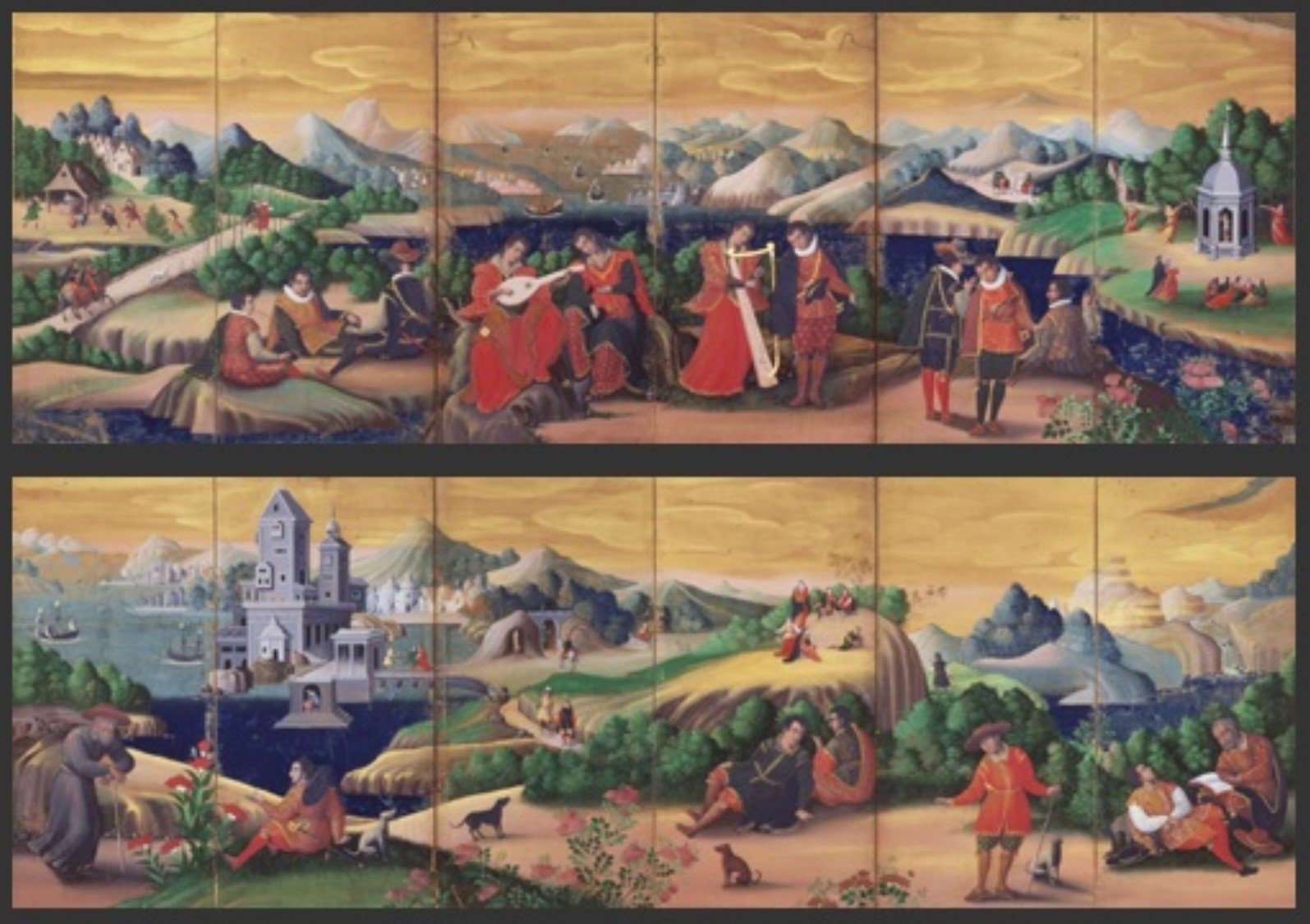
Stellschirm-Paar „Sich vergnügende Europäer“ (Eisei Bunko)
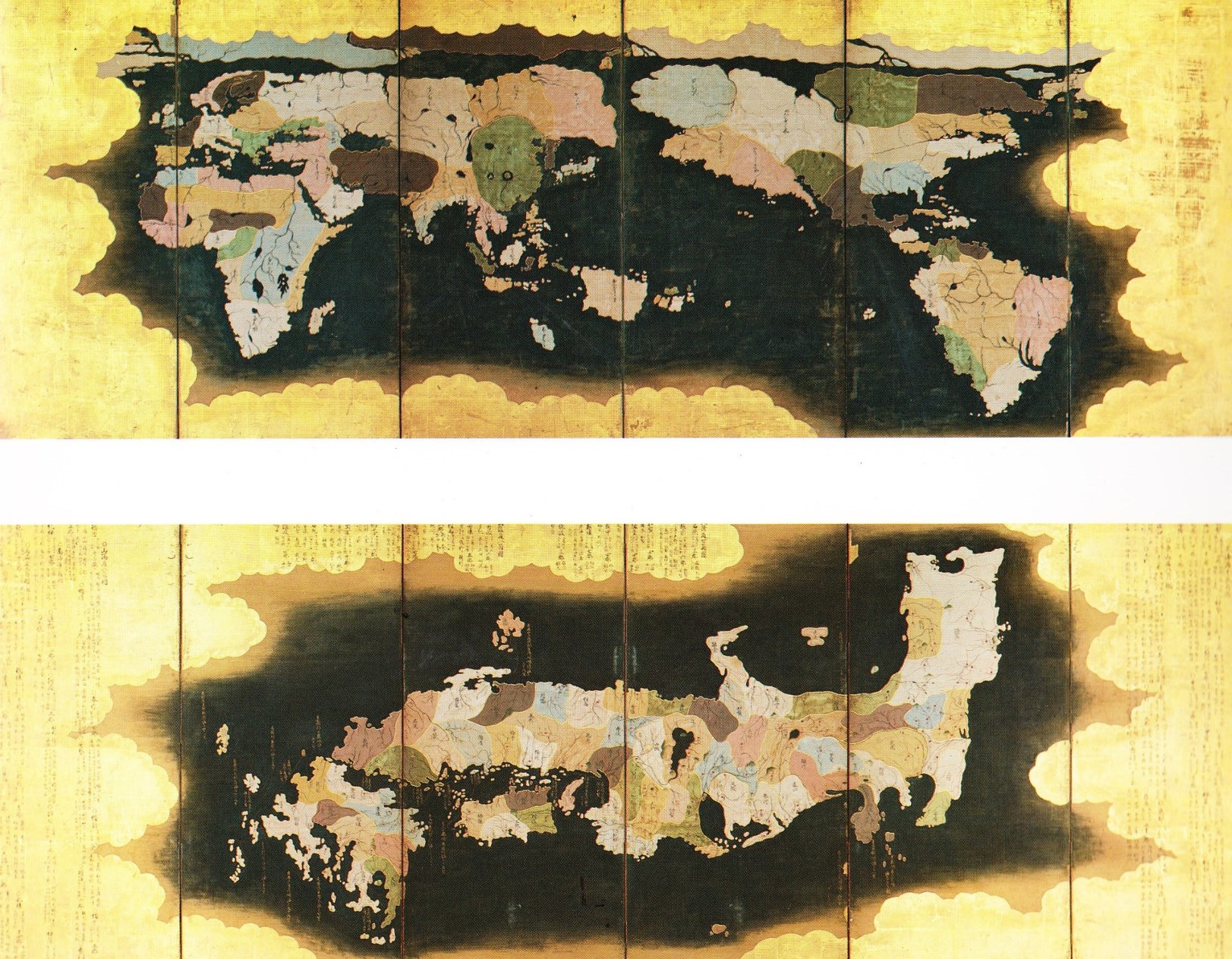
Stellschirm-Paar mit Weltkarte und Japan
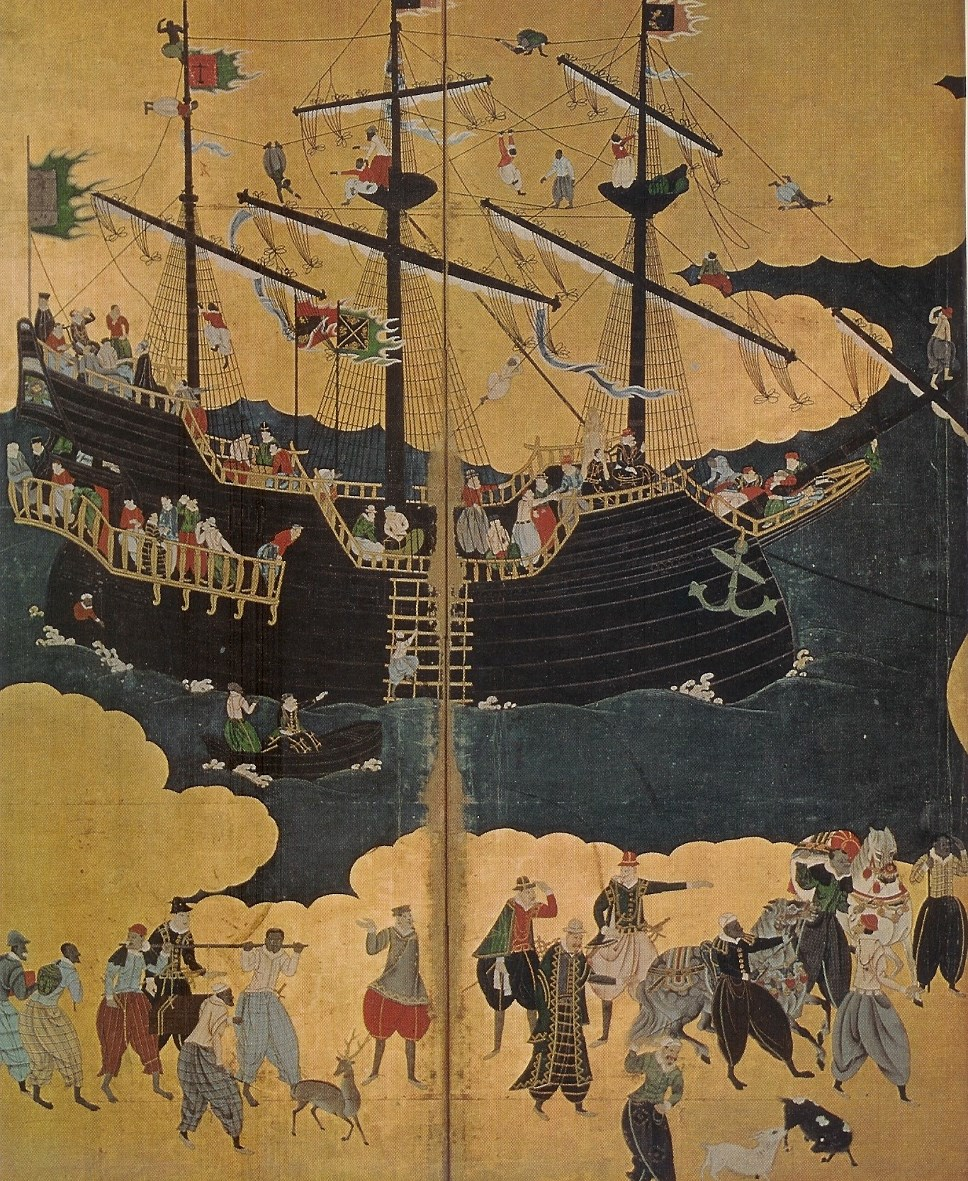
Stellschirm mit portugiesischem Schiff in Japan (Ausschnitt)
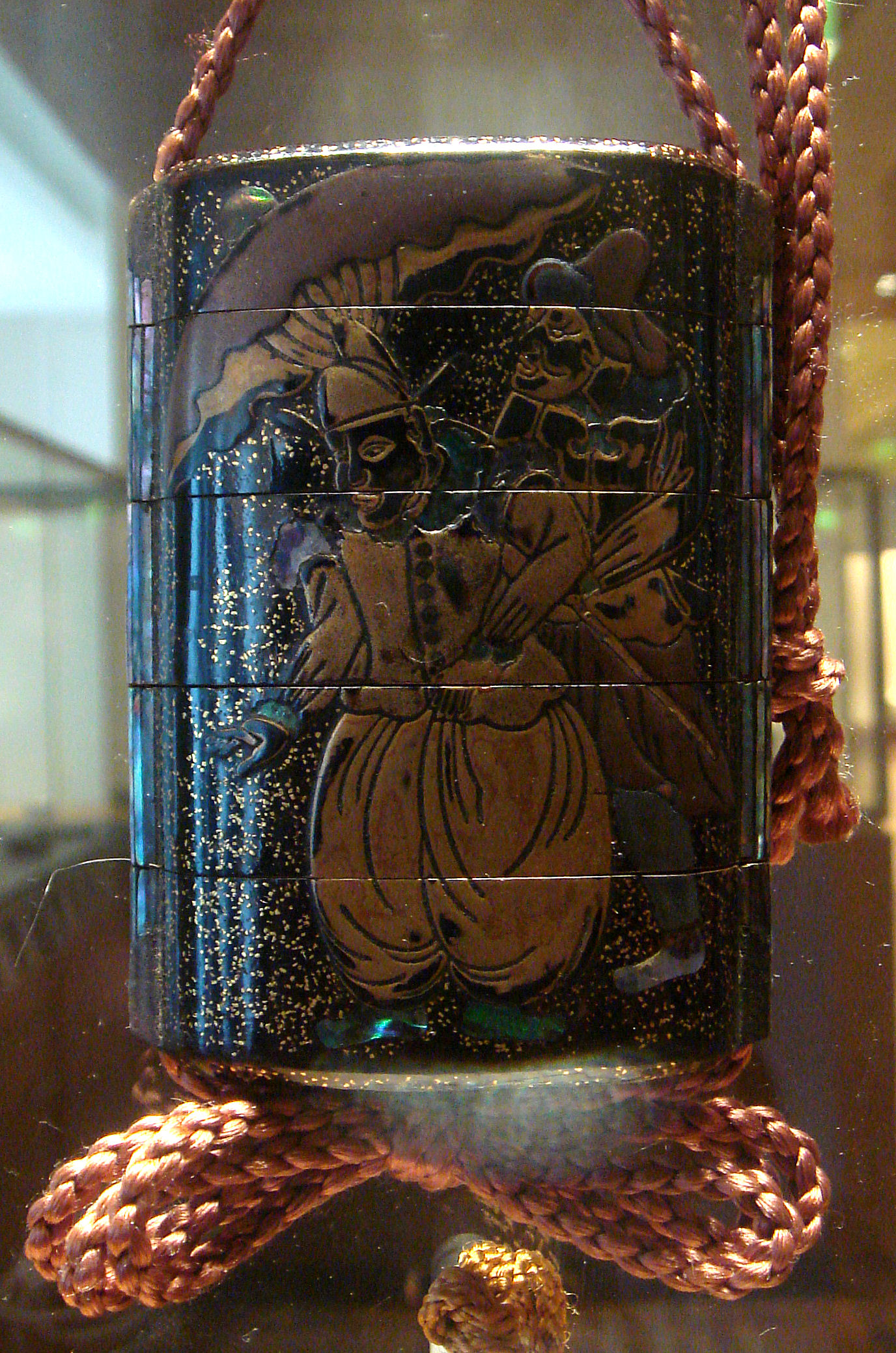
Inrō mit Ausländern

## Museen mit Sammlungen von Namban-Kunst
- Kobe-Stadtmuseum
- Museu Nacional de Arte Antiga